# Blencathra
La Blencathra, nota anche come Saddleback, è una delle colline più settentrionali del Lake District in Inghilterra. Ha sei cime separate, di cui la più alta è la cima Hallsfell di 868 metri.

## Nome
Per molti anni, Ordnance Survey ha elencato la Blencathra sotto il nome alternativo di Saddleback, coniato in riferimento alla forma della montagna vista da est. L'autore della guida, Alfred Wainwright, ha reso popolare l'uso del più antico nome cumbrico, che ora è usato quasi esclusivamente. Ordnance Survey attualmente indica la vetta come "Saddleback o Blencathra".
È probabile che il nome Blencathra derivi dagli elementi cumbrici blain "cima, vetta" e cadeir "seggio, sedia", col significato di "la cima della montagna simile a un sedile". Andrew Breeze ha proposto un'interpretazione alternativa del secondo elemento del nome, sostenendo che rappresenta un affine cumbrico del carthwr gallese medio "cavallo da lavoro".
- He writes, ‘Perhaps the dipping ridgeline made them think of a creature aged by labour, and not a frisky colt or proud hunter, which would have firmer backs.[4] Richard Coates ha suggerito che il secondo elemento potrebbe essere il nome personale dell'irlandese medio Carthach, ma scrive che "le implicazioni di ciò con un generico britannico devono essere esplorate".[5]

## Topografia
I Northern Fells costituiscono un'area montuosa approssimativamente circolare di larghezza pari a circa 16 chilometri. Al centro c'è la depressione paludosa della foresta di Skiddaw; un altopiano senza alberi a un'altitudine di 396 metri e da qui scorrono verso l'esterno i fiumi che dividono l'area in tre settori. Quello sud-orientale, tra il Glenderaterra Beck e il fiume Caldew, contiene la Blencathra e i suoi satelliti.
La Blencathra è piuttosto una piccola catena che un singolo monte, una serie di cime che si stagliano su un crinale ricurvo lungo 5 chilometri. Presenta pendii lisci e facili a nord e ad ovest, mentre a sud e ad est vi è un complesso sistema di speroni rocciosi e ghiaioni.

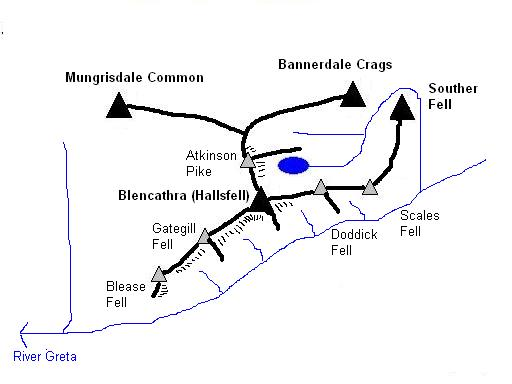
schizzo della Blencathra

Se vista da sud-est, in particolare dalla strada principale da Keswick a Penrith, la Blencathra appare quasi simmetrica. A sinistra e a destra, le estremità dei pendii si innalzano dalle pianure circostanti in curve lisce e ampie, rivestite di erba ruvida. Ciascuno sale con grazia su una vetta in cima a una cresta, Blease Fell a ovest e Scales Fell a est. Tra questi "fermalibri" ci sono altre tre cime, Gategill Fell, Hallsfell e Doddick Fell, che danno un profilo smerlato alla cresta.
Da ciascuna delle tre cime centrali, uno sperone si estende ad angolo retto rispetto alla cresta principale, inizialmente come uno stretto spigolo roccioso per poi allargarsi in un ampio contrafforte che scende di 610 metri fino alla base della collina. A separare le cinque cime ci sono quattro torrenti che scendono lungo la parete sud-est tra i contrafforti. Da ovest sono Blease Gill, Gate Gill, Doddick Gill e Scaley Beck.
Oltre agli speroni sulla parete sud-est, Hallsfell ha anche un'alta cresta a nord. Questa è la sella che dà alla Blencathra il suo nome alternativo, salendo oltre il declivio fino alla sesta cima, Atkinson Pike. Questo è il punto focale per collegare le creste a Bannerdale Crags e Mungrisdale Common a nord. La "sella" è delimitata da dirupi a est, mentre Tarn Crag e Foule Crag sono le pareti principali.

## Bordo affilato
Tra Tarn Crag e Foule Crag c'è Sharp Edge, uno spigolo giustamente così chiamato che fornisce una delle più famose arrampicate della zona. L'escursionista e autore Alfred Wainwright ha osservato che: "La cresta stessa è abbastanza affilata per la rasatura (il nome precedente era lama di rasoio) e può essere attraversata solo a cavallo con il rischio di danneggiare le parti tenere del suolo".

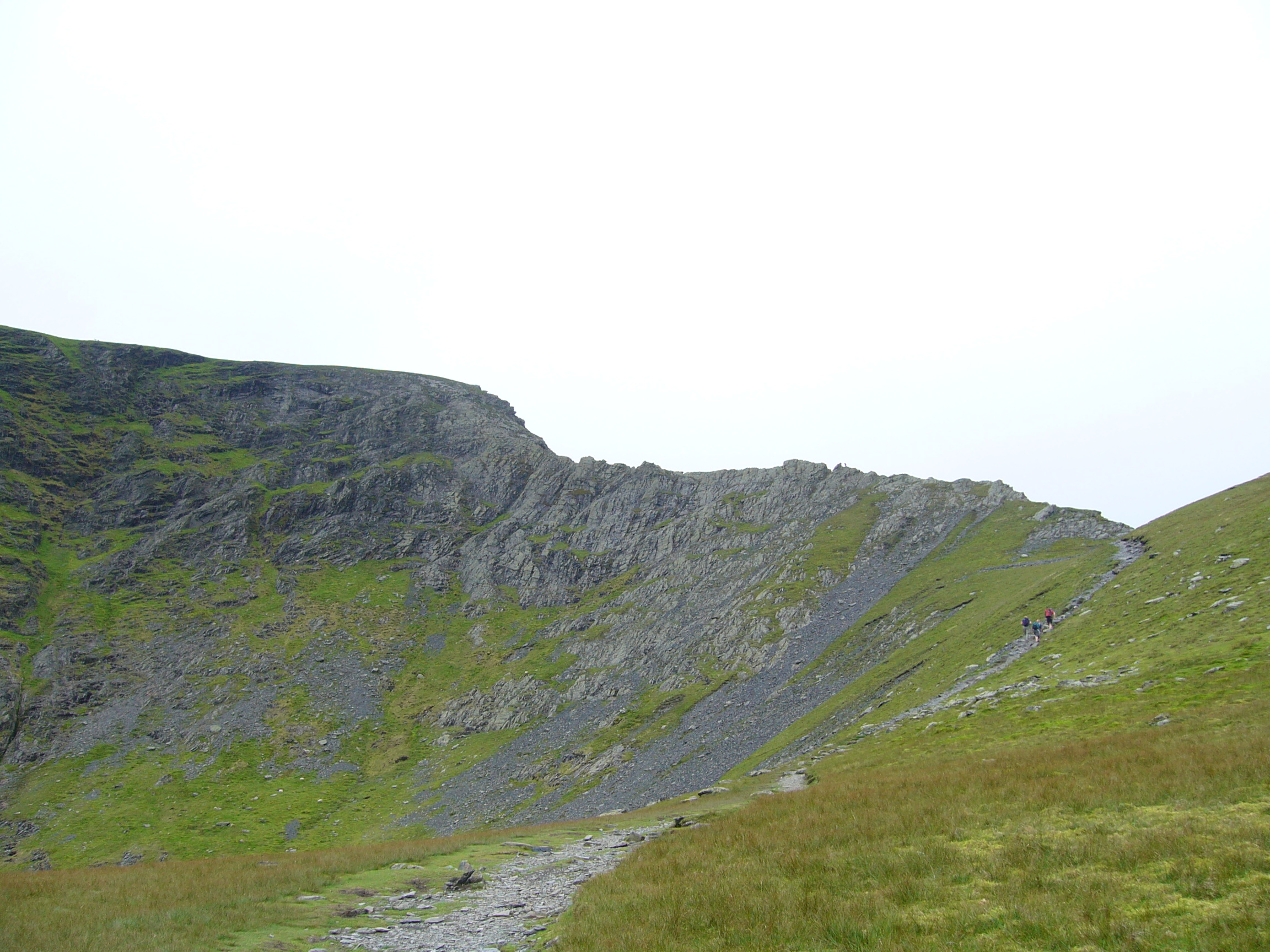
Bordo affilato

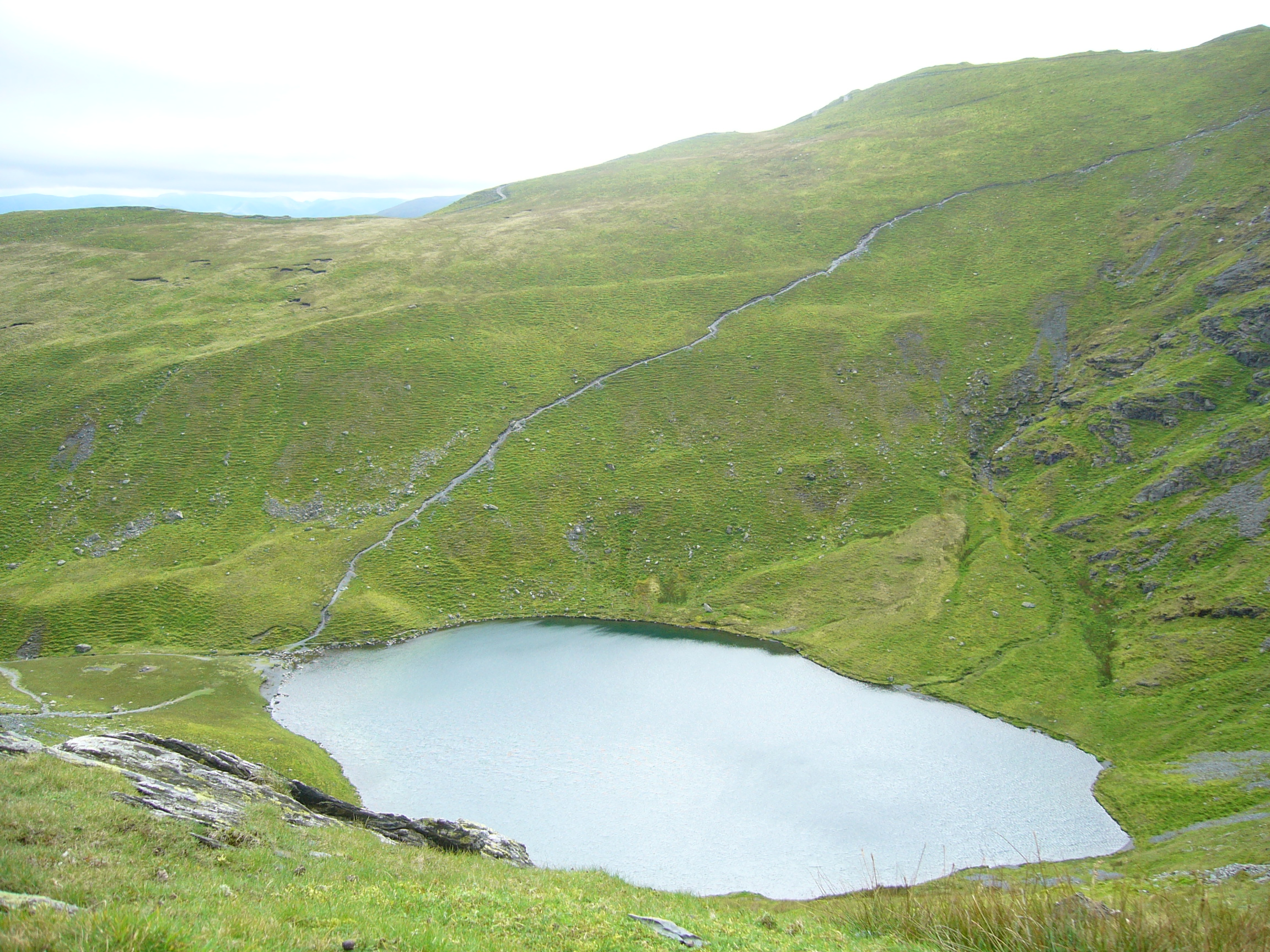
Scales Tarn, sotto lo Sharp Edge sulla Blencathra

Sotto Tarn Crags c'è Scales Tarn, un corpo idrico quasi circolare che riempie una conca. Il letto precipita ripidamente a circa 7,6 metri e piante e pesci scarseggiano.
A est, oltre Scales Fell, c'è il collegamento con Souther Fell a Mousthwaite Comb. Questa cresta prosegue a nord-est fino alle vicinanze di Mungrisdale, circondata su tutti i lati dal fiume Glenderamackin.

## Geologia
In comune con gran parte delle Northern Fells, predomina la Formazione Kirk Stile del Gruppo Skiddaw. Questo è composto da pietra fangosa laminata e siltite con arenaria grovacca e risale all'ordoviciano.
In passato vi fu una notevole attività mineraria sotto le pendici della Blencathra. La miniera di Threlkeld si trovava alla base di Hallsfell. Dal 1879 al 1928 fu un'impresa redditizia per la raccolta di minerali di piombo e zinco e si ritiene che detenga ulteriori riserve nel caso si trovi un sistema più economico per l'estrazione.
Un piccolo lavoro di prova si trova accanto a Blease Gill.
La vecchia miniera Saddleback aveva gallerie vicino a Scales Tarn e a Mousthwaite Comb. Venne utilizzata per estrarre piombo ma negli anni '90 dell'Ottocento veniva raccolta principalmente limonite. Questa fu commercializzata senza successo come pigmento e la miniera fu chiusa nel 1894.
Nella valle di Glenderaterra a ovest di Blease Fell c'erano le miniere di Brundholme e Blencathra. Tra la metà del XIX secolo e la chiusura definitiva, nel 1920, vennero estratti piombo, rame e barite.

## Sommità

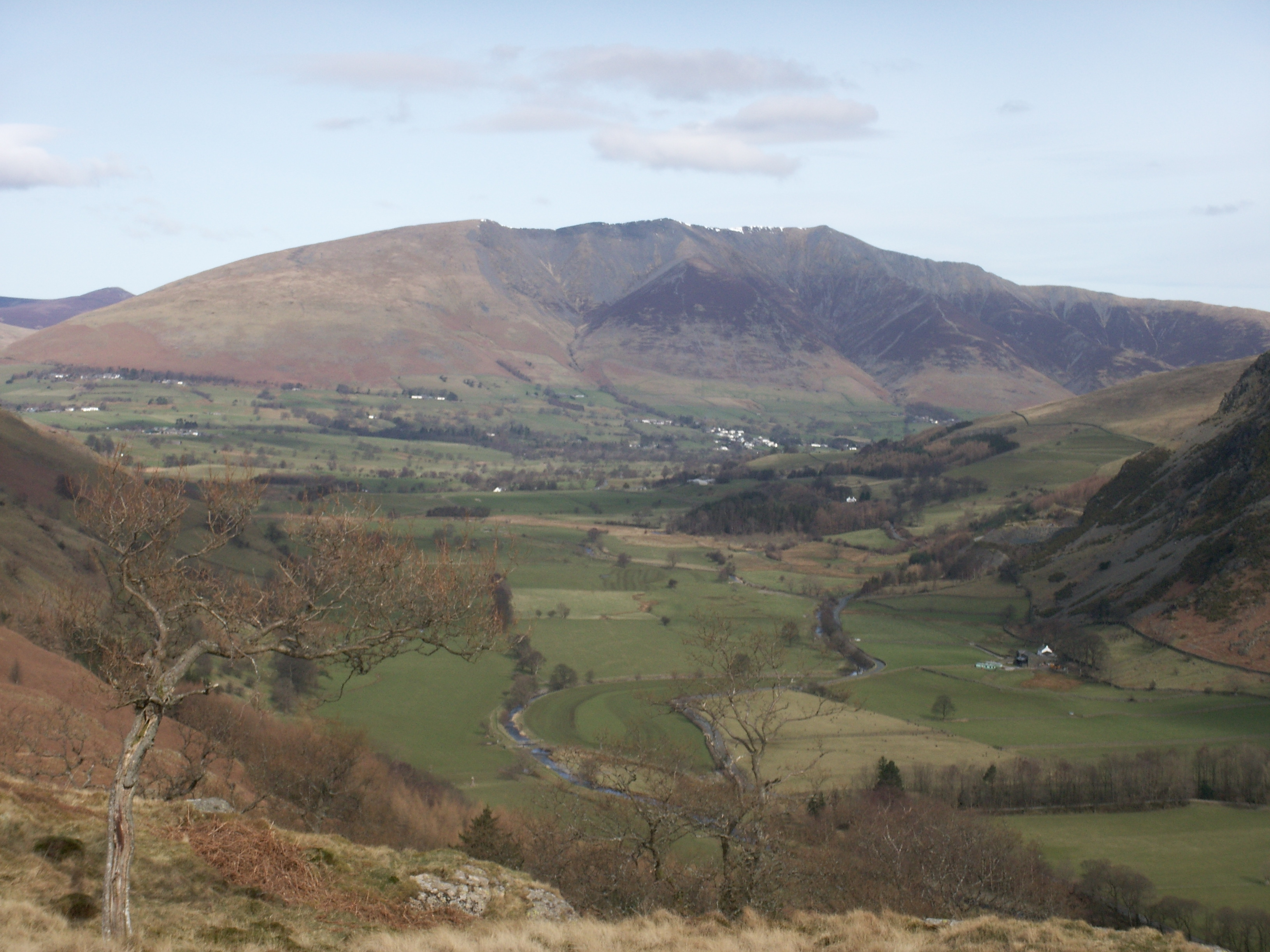
La parete sud della Blencathra, che mostra la struttura simmetrica

Il punto più alto si trova direttamente sopra lo sperone Hallsfell, contrassegnato da un vertice geodetico, a forma di anello di cemento. Un buon sentiero collega le cinque cime sulla cresta principale, offrendo ottimi panorami sulla parete sud-est. Verso nord, sull'erba fine della "sella" c'è una grande croce di pietre bianche. La sua origine è incerta, ma alle dimensioni attuali (superiori a 3 metri) è attribuita ad un Harold Robinson della vicina Threlkeld, frequentatore assiduo negli anni successivi alla seconda guerra mondiale.
La visuale è molto ampia, arricchita in ogni direzione dalla forte caduta dei pendii dalla vetta. A ovest c'è la maggior parte di Skiddaw, e da ovest a nord-est le colline di Back o'Skiddaw costituiscono il primo piano, sostenute dalle montagne di Galloway, delle Southern Uplands, delle Border Hills e dei Cheviots.
I Pennini formano l'orizzonte da nord-est a sud-est, con Cross Fell, Mickle Fell, Wild Boar Fell e Great Whernside. A sud-est ci sono i Far Eastern Fell e a sud si vede la catena di Helvellyn, con viste della foresta di Bowland e del Galles settentrionale rispettivamente alla sua sinistra e alla sua destra.
Lo skyline da sud a ovest-sud-ovest è la caratteristica migliore: uno skyline seghettato di tutte le principali vette dei laghi, essendo queste, in senso orario, Old Man of Coniston, Crinkle Crags, Bowfell, Esk Pike, Scafell Pike, Great Gable, Kirk Fell, Pillar, High Stile, Grasmoor e Grisedale Pike. A destra di questo, nelle giornate limpide, sono visibili l'Isola di Man e le Montagne di Mourne.
Derwent Water e Thirlmere sono i maggiori laghi visibili; la montagna più lontana visibile è Slieve Meelmore nelle Montagne di Mourne nella contea di Down, a 198 chilometri di distanza.

## Ascese
La Blencathra è una montagna popolare e ci sono molti percorsi diversi per raggiungere la vetta. Uno dei più famosi è via Sharp Edge, uno spigolo affilato sul lato orientale della montagna. Sharp Edge offre una buona scalata per chi non soffre di vertigini. Anche la cresta di Hall's Fell, sul fianco meridionale della Blencathra, offre l'opportunità di arrampicarsi, sebbene con minori difficoltà. Alfred Wainwright ha descritto l'ascesa da Threlkeld attraverso la cresta Fell di Hall come "sicuramente il modo migliore per raggiungere qualsiasi cima di una montagna nel distretto".
Wainwright ha registrato più vie di salita per la Blencathra di qualsiasi altra collina. Blease Fell e Scales Fell forniscono una facile camminata sull'erba e veloci percorsi di discesa. Gategill Fell è stato descritto come noioso fino al raggiungimento dello spigolo finale, mentre Hallsfell e Doddick Fell hanno entrambi ricevuto elogi. Delle colline intermedie, Scaley Beck è considerata la più praticabile, mentre le altre tre sono eccessivamente ruvide e prive di interesse. È stata anche descritta una salita da 'dietro', a partire da Mungrisdale.

## Proprietà
Nel maggio 2014, il suo proprietario, Hugh Lowther, 8º conte di Lonsdale, ha messo in vendita l'intero massiccio montuoso più la Signoria del Maniero di Threlkeld, a un prezzo indicativo di 1,75 milioni di sterline. La vendita è stata avviata per pagare l'imposta di successione. Ben presto furono fatte numerose offerte per la montagna e l'agente che si occupava della vendita suggerì che il prezzo indicativo iniziale poteva essere superato.
In risposta all'annuncio della messa in vendita venne istituito un gruppo della comunità, Friends of Blencathra, che iniziò a raccogliere fondi per fare un'offerta. L'alpinista Sir Chris Bonington, l'emittente televisiva Melvyn Bragg e il presentatore televisivo Ben Fogle furono tra coloro che espressero il loro sostegno all'offerta del gruppo. Anche il National Trust (che possiede il 21% del Lake District National Park) ha sostenuto i Friends of Blencathra, affermando che non avrebbe fatto una propria offerta.
Il 7 luglio 2014 il Consiglio distrettuale di Eden ha elencato la Blencathra come risorsa di valore per la comunità, a seguito di una richiesta da parte di Friends of Blencathra. Questa è stata la prima volta che lo stato di "bene comunitario" è stato assegnato a una montagna, e ha dato al gruppo della comunità più tempo per assicurarsi finanziamenti e negoziare con il proprietario.
Nel novembre 2015, il gruppo della comunità ha affermato di aver fatto progressi con la vendita. Giorni dopo, H e H Land & Property, gli agenti immobiliari che si occupavano della vendita della Blencathra, hanno annunciato che la montagna non era più sul mercato, sostenendo che non sarebbe stata disponibile per l'acquisto per un periodo di tempo "indefinito". Il 15 febbraio 2016, Companies House ha pubblicato un articolo in cui confermava che Friends of Blencathra aveva raccolto solo £ 246.650 del prezzo richiesto nel suo primo anno di campagna.
A causa della mancanza di offerte "serie", la Blencathra è stata ritirata dalla vendita nel maggio 2016, poiché il conte aveva trovato altri mezzi per pagare l'imposta. In seguito, i Friends of Blencathra hanno ricevuto un ultimatum per fare un'ultima seria offerta, a seguito delle preoccupazioni dei donatori che non avrebbero visto alcun risultato dall'ente di beneficenza, e hanno deciso di porre fine alla loro campagna.  Il denaro residuo del fondo, rifiutato dai contributori, in totale circa £ 100.000, è stato successivamente donato a cinque enti di beneficenza locali selezionati. The Friends of Blencathra è stato sciolto nel 2019.